# Berlin Station
Berlin Station (en español: Estación de Berlín) es una serie dramática de televisión americana creada por Olen Steinhauer, con las actuaciones de Richard Armitage, Rhys Ifans, Leland Orser, Michelle Forbes y Richard Jenkins, entre otros. Bradford Winters ha sido el showrunner desde su lanzamiento.
La primera temporada de diez episodios se estrenó el 16 de octubre de 2016 en Epix y también está disponible en HBO. El 17 de noviembre de 2016, Epix renovó Berlin Station para una segunda temporada, que se estrenó el 15 de octubre de 2017, y aunque originalmente iba a tener diez episodios, concluyó con nueve el 3 de diciembre de 2017. El 6 de diciembre de 2017, Epix renovó la serie para una tercera temporada, que comenzó su producción en la primavera de 2018 y se estrenó a principios de 2019.

## Historia
Berlin Station sigue a Daniel Miller (Richard Armitage), recién llegado a la estación de la CIA en Berlín, Alemania. En la primera temporada, Miller tiene una misión encubierta: descubrir el origen de una filtración que ha suministrado información a un alertador conocido como Thomas Shaw. Guiado por el veterano Hector DeJean (Rhys Ifans), Daniel pronto aprenderá a lidiar con el mundo violento y rudo del trabajo de agente del campo, así como el engaño, los peligros y los compromisos morales. En la segunda temporada, cuatro meses después de que Miller fuera tiroteado al final de la primera temporada, éste se recupera de sus heridas lo suficiente para ser asignado a una nueva misión encubierta: infiltrarse en un partido político alemán de extrema derecha, del que se cree que está planeando un acto de terrorismo para alterar las elecciones.

## Personajes

### Personajes principales
- Richard Armitage como Daniel Miller, un agente de la CIA cerebral que deja su trabajo como analista en el cuartel general de Langley en Estados Unidos para servir como agente encubierto en Berlín, para encontrar el origen de las filtraciones de las operaciones de la CIA.[7][8]
- Rhys Ifans como Hector DeJean, un agente veterano de la CIA con dudosas tácticas y muchos secretos.[9]
- Leland Orser como Robert Kirsch, un devoto y exitoso jefe adjunto de la estación, quien recaba información de la ciudad de Berlín con una mezcla de fuerza, diligencia e inteligencia.[8]
- Michelle Forbes como Valerie Edwards, una práctica administradora que sirve como jefa de la división interna de la estación de Berlín.[8]
- Richard Jenkins como Steven Frost, un veterano de la Guerra Fría, que sirve como jefe de la estación de la CIA en Berlín en la primera temporada, y se retira al principio de la segunda.[10]
- Tamlyn Tomita como Sandra Abe (temporada 1), la tranquila y eficiente secretaria del jefe de estación Steven Frost, con quien mantiene un romance.[8]
- John Doman como Richard Hanes (temporada 2), el nuevo embajador estadounidense en Alemania, que es un viejo amigo de Steven
- Keke Palmer como April Lewis (temporada 2), la joven agente recién asignada a la estación de Berlín.[11]
- Ashley Judd como BB Yates (temporada 2), la nueva jefa de la estación de Berlín, apodada "La encantadora de oficinas".[12]

### Personajes recurrentes
- Mina Tander como Esther Krug, una agente de la inteligencia alemana (BfV).

| - April Grace como Jemma Moore, subdirectora de la CIA, jefa de Steven Frost. - Caroline Goodall como Kelly Frost, la mujer de Steven. - Bernhard Schütze como Hans Richter, un espía del Viejo Mundo que ha ascendido a los rangos más altos de la inteligencia alemana. - Sabin Tambrea como Julian De Vos, un mensajero que pasa información de Thomas Shaw a Claudia Gartner. - Claudia Michelsen como Patricia Schwarz, prima de Daniel Miller. - Victoria Mayer como Ingrid Hollenbeck, una periodista alemana. - Zahra Ahmadi como Clare Itani, una agente estadounidense y novia de Hector DeJean. - Daniela Ziegler como Golda Friedman, una agente de la inteligencia israelí (Mossad). - Sylvia Hoeks como Claudia Gartner, la mensajera entre De Vos y Hollenbeck. | - Thomas Kretschmann como Otto Ganz, un extremista alemán de extrema derecha. - Emilia Schüle como Lena Ganz, la hija de Otto. - Natalia Wörner como Katerina Gerhardt, cabeza del partido de extrema derecha Perspektive für Deutschland (PfD, perspectiva para Alemania). - Heino Ferch como Joseph Emmerich, el número dos del partido PfD. - Jannis Niewöhner como Armando, un agente encubierto de la inteligencia alemana. - Scott William Winters como Nick Fischer, un agente de la CIA. - Brandon Spink como Noah Kirsch, el hijo de Robert Kirsch. |

## Episodios

### Primera temporada (2016)
| N.º en serie | N.º en temp. | Título                        | Dirigido por       | Escrito por                          | Fecha de emisión original | Código de prod. |
| ------------ | ------------ | ----------------------------- | ------------------ | ------------------------------------ | ------------------------- | --------------- |
| 1            | 1            | «Station to Station»          | Michaël R. Roskam  | Olen Steinhauer                      | 16 de octubre de 2016     | 101             |
| 2            | 2            | «Lights Don't Run on Loyalty» | Michaël R. Roskam  | Olen Steinhauer                      | 23 de octubre de 2016     | 102             |
| 3            | 3            | «Riverrun Dry»                | Christoph Schrewe  | Bradford Winters                     | 30 de octubre de 2016     | 103             |
| 4            | 4            | «By Way of Deception»         | Christoph Schrewe  | Larry J. Cohen                       | 6 de noviembre de 2016    | 104             |
| 5            | 5            | «Unter Druck»                 | Giuseppe Capotondi | Amanda Kate Shuman                   | 13 de noviembre de 2016   | 105             |
| 6            | 6            | «Just Decisions»              | Giuseppe Capotondi | Olen Steinhauer y Amanda Kate Shuman | 20 de noviembre de 2016   | 106             |
| 7            | 7            | «Proof of Life»               | Michaël R. Roskam  | Amanda Kate Shuman y Adria Lang      | 27 de noviembre de 2016   | 107             |
| 8            | 8            | «False Negative»              | John David Coles   | Kyle Bradstreet                      | 4 de noviembre de 2016    | 108             |
| 9            | 9            | «Thomas Shaw»                 | Joshua Marston     | Bradford Winters                     | 11 de noviembre de 2016   | 109             |
| 10           | 10           | «Oratorio Berlin»             | Joshua Marston     | Olen Steinhauer                      | 18 de diciembre de 2016   | 110             |

### Segunda temporada (2017)
| N.º en serie | N.º en temp. | Título                            | Dirigido por       | Escrito por                       | Fecha de emisión original | Código de prod. |
| ------------ | ------------ | --------------------------------- | ------------------ | --------------------------------- | ------------------------- | --------------- |
| 11           | 1            | «Everything's Gonna Be Alt-Right» | Christoph Schrewe  | Tony Basgallop y Bradford Winters | 15 de octubre de 2017     | 201             |
| 12           | 2            | «Right Here, Right Now»           | John David Coles   | Tony Basgallop                    | 15 de octubre de 2017     | 202             |
| 13           | 3            | «Right to the Heart»              | John David Coles   | Kiersten Van Horne                | 22 de octubre de 2017     | 203             |
| 14           | 4            | «Do the Right Thing»              | Bronwen Hughes     | Larry J. Cohen                    | 29 de octubre de 2017     | 204             |
| 15           | 5            | «Right of Way»                    | Bronwen Hughes     | Lara Shapiro                      | 5 de noviembre de 2017    | 205             |
| 16           | 6            | «The Right Hook»                  | Sarah Pia Anderson | Nina Braddock y Bradford Winters  | 12 de noviembre de 2017   | 206             |
| 17           | 7            | «Right and Wrong»                 | Sarah Pia Anderson | Zach Craley                       | 19 de noviembre de 2017   | 207             |
| 18           | 8            | «The Righteous One»               | Giuseppe Capotondi | Tony Basgallop                    | 26 de noviembre de 2017   | 208             |
| 19           | 9            | «Winners Right the History Books» | Giuseppe Capotondi | Bradford Winters                  | 3 de diciembre de 2017    | 209             |

## Producción
El 21 de mayo del 2015 Epix anunció que habían encargado una serie de 10 episodios, y que Michaël Roskam sería el productor ejecutivo de la serie y dirigiría los dos primeros episodios. La producción comenzó en noviembre de 2015.
La serie es dirigida por Giuseppe Capotondi, John David Coles, Michaël R. Roskam, Christoph Schrewe y Joshua Marston. Cuenta con los escritores Larry J. Cohen, Olen Steinhauer, Kyle Bradstreet y Bradford Winters.	
La serie es producida por Michael Scheel y Amanda Kate Shuman, en la producción ejecutiva cuenta con el apoyo de Roskam así como de Brad Winters, Steve Golin, Kerry Kohansky-Roberts, Keith Redmon, Luke Rivett, Michaël R. Roskam, Eric Roth; en co-producción con Christoph Fisser, Henning Molfenter y Charlie Woebcken, así como con el productor asociado Nathaniel Smith y el consultor Kyle Bradstreet.
La música está en manos de Reinhold Heil, mientras que la cinematografía es realizada por Hagen Bogdanski.
El 7 de febrero de 2018, se anunció que Jason Horwitch se uniría como showrunner de la serie y productor ejecutivo. Reemplazará a Brad Winters que ocupó esos roles en las dos primeras temporadas.

## Recepción
Berlin Station ha recibido en general comentarios positivos de los críticos. La primera temporada tiene un índice de aprobado del 70% en el agregador de reseñas Rotten Tomatoes, con una puntuación media de 5.75/10. En Metacritic, la primera temporada tiene una puntuación de 64 sobre 100, indicando "reseñas generalmente positivas".